# Саймън Ратъл
Сър Саймън Денис Ратъл (Simon Rattle; роден 19 януари 1955) е английски диригент.
Става известен като диригент на Градския симфоничен оркестър на Бирмингам.

## Биография

### Ранни години
Ратъл е роден в Ливърпул, син е на Полин Лайла Вайълет Грийнинг и Денис Гътридж Ратъл, лейтенант в националните доброволчески резерви. Ратъл учи в Ливърпул Колидж. Той учи пиано и цигулка, но ранната му работа с оркестри е като перкусионист. Той влиза в Кралската музикална академия в Лондон през 1971.

### Ратъл и Берлинската филхармония
Ратъл прави своя диригентски дебют с Берлинската филхармония през 1987 на представяне на Густав Малер и неговата Симфония номер 6. През 1999 Ратъл е назначен за наследник на Клаудио Абадо и главен диригент на оркестъра. Назначението, решено на 23 юни с гласуване от членовете на оркестъра, остава в някаква степен спорно, тъй като няколко от членовете на оркестъра по-рано са желаели Даниел Баренбойм. Въпреки всичко постът е спечелен от Ратъл. Той освен това продължава да печели срещу своите противници, настоявайки че няма да подпише договор, докато не се убеди в това, че на всеки един член на оркестъра се плаща справедливо и че оркестърът ще получи артистична независимост от берлинския Сенат.
Негативни отзиви и критика започват да се появяват към Ратъл от първия му сезон с Берлинската филхармония и продължават до втория. Германският критик Клаус Гайтел нарича Ратъл през 2004 „най-слабият музикален директор на Берлинската филхармония, който съм виждал“. Ратъл признава през 2005, че отношенията му с музикантите на Берлинската филхармония могат понякога да са „турбулентни“, но никога „деструктивни“.
През 2006 започват силно противоречиви отзиви в германската преса относно качеството на концертите на Ратъл с Барлинската филхармония, със силен негативен отклик от страна на германския критик Манюел Бруг във в. Ди Велт. Единственият музикант писал до пресата в защита на Ратъл е Алфред Брендел. Английската преса отвръща на немската с похвали за Ратъл.
През 2007 Берлинската филхармония записва Брамс, Немски реквием, който получава наградата на сп. Класик ФМ Грамофон (едно от най-големите издания за класическа музика, което е базирано в Лондон) за най-добър хорален диск.
УНИЦЕФ назначава Ратъл и Берлинската филхармония за посланици на добрата воля през ноември 2007 г.
През 2018 изтича договорът на Ратъл с филхармонията и той напуска поста си там.
През септември 2017 е избран за музикален директор на Лондонския симфоничен оркестър и в сезона 2017/2018 изпълнява длъжностите и в двата оркестъра.